# Tettigoniella cosmopolita
Tettigoniella cosmopolita är en insektsart som beskrevs av Victor Antoine Signoret 1853. Tettigoniella cosmopolita ingår i släktet Tettigoniella och familjen dvärgstritar. Inga underarter finns listade i Catalogue of Life.